# Spital Einsiedeln
Das AMEOS Spital Einsiedeln ist ein Gesundheitsversorger in Einsiedeln im Schweizer Kanton Schwyz mit 85 Betten (2018). Es wurde 1353 als Pilgerspital eröffnet. Bekannt ist es für seine im Jahr 2001 eingeführte Babyklappe („Babyfenster“), die die erste in der Schweiz war und in der bis 2016 zwölf Babys abgelegt wurden. Das Spital wird von der Stiftung Maria zum Finstern Wald geführt.

## Geschichte
1353 wurde das erste Spital zur „Beherbergung der Pilger“ gestiftet. Bei einem Großbrand im Dorf 1577 wurde es zerstört, ein Jahr später aber wiederaufgebaut. Neben seiner Funktion als Pilgerspital war es auch Kinderheim, Waisen- und Armenhaus. Ab 1855 wurde das Spital von den Barmherzigen Schwestern vom heiligen Kreuz des Klosters Ingenbohl geführt. Ein an dieser Stelle neugebautes Armen-, Kranken- und Arbeitshaus wurde 1861 eingeweiht. Zwei Jahre später gründete sich die Stiftungsgesellschaft für ein Krankenhaus, welche ab 1898 umgesetzt werden konnten. Das erste eigentliche Krankenhaus wurde 1904 eröffnet, die Leitung übernahmen ebenfalls die Barmherzigen Schwestern vom heiligen Kreuz. 1953 ging das Krankenhaus an deren Stiftung Krankenhaus Maria zum Finstern Wald über.
Im Jahr 1973 brannte das Spital erneut nieder, im folgenden Jahr übernahm der Bezirk Einsiedeln das Spital und bestellte den Stiftungsrat. Ein Neubau erfolgte, so dass 1979 das jetzige Spital eröffnet werden konnte. Ab 2005 übernahm wieder die Stiftung Krankenhaus Maria zum Finstern Wald die alleinige Trägerschaft.
2012 wurden 30 Mio. Schweizer Franken in die Erweiterung des Spitals investiert.
Im Herbst 2018 wurden die Bauarbeiten für das Spitalprojekt 2020 beendet.
Am 28. März 2019 wurde bekannt gegeben, dass es zu keiner Fusion zwischen den Spitälern Einsiedeln und Lachen kommen wird.
Am 22. September 2019 stimmten 70 % der Bevölkerung des Bezirks Einsiedeln für den „Kaufvertrag mit der Stiftung Krankenhaus Maria zum finsteren Wald (Spital) über den Erwerb von 5'611 m² Land zum Preis von 2'524'950 Franken“.
Mit 1. Mai 2020 wird Ameos das Spital übernehmen. Als Eigentümerin bleibt die Stiftung erhalten.

## Sonstiges
Im Untergeschoss des Spitals ist eine Gedenktafel mit folgendem Inhalt befestigt „Dieses Haus steht unter dem Schutze der Allerseligsten Jungfrau Maria im Finstern Wald Errichtet 1862 durch eine Stiftung der Familie Benziger, liebevoll betreut von den ehrwürdigen Schwestern vom Hl. Kreuz in Ingenbohl. 1953 dem Kloster zu Eigentum übertragen.“
Zum Spital gehörte bis 1953 die Kapelle Maria End, die sich auf dem Chatzenstrick befindet.